# Microcebus ravelobensis
Il microcebo bruno e dorato o microcebo di Ravelobe (Microcebus ravelobensis Zimmerman et al., 1998) è un lemure della famiglia Cheirogaleidae, endemico del Madagascar.

## Descrizione
È assai simile come aspetto al simpatrico e congenere microcebo murino, rispetto al quale è più aggressivo ed ha in proporzione la coda più lunga e sottile.
Il pelo è grigio-arancio sul dorso, giallastro sul ventre. Caratteristica della specie è una banda bianca che va dalla fronte alla punta del muso.

## Biologia
È un animale notturno ed onnivoro, che di giorno riposa in nidi sferici che costruisce intrecciando con perizia ramoscelli e foglie secche: si nutre di insetti, frutti e fiori.
A differenza delle altre specie del genere Microcebus, questi animali non accumulano riserve adipose nella coda.

## Distribuzione e habitat
È diffuso nel Madagascar nord-occidentale. Il locus typicus della specie è rappresentato dal lago Ravelobe, da cui deriva l'epiteto specifico. Lo si può osservare all'interno del Parco nazionale di Ankarafantsika, nella foresta di Ampijoroa ed anche nelle foreste di Bongolava e di Mariarano.
Preferisce la zona alta della foresta decidua secca.

## Riproduzione
I bioritmi di questi animali sono assai simili a quelli del congenere microcebo murino, anche se le femmine di microcebo bruno e dorato vanno in estro fra agosto e settembre, circa un mese prima, cioè, rispetto alle femmine di M. murinus.

## Conservazione
La IUCN red list classifica questa specie come in pericolo di estinzione, in quanto ha un areale molto frammentato, inferiore ai 5.000 km², con qualità dell'habitat in continuo declino.
 
Il Parco nazionale di Ankarafantsika è l'unica area naturale protetta del Madagascar in cui è segnalata la sua presenza.